# Giovanni Burgio
Giovanni Burgio (Nascido en 1453 - falecido em 1469) foi um prelado católico romano que serviu como arcebispo de Palermo (1467–1469).

## Biografia
No dia 16 de novembro de 1467, Giovanni Burgio foi nomeado pelo Papa Paulo II como Arcebispo de Palermo. Serviu como arcebispo de Palermo até à sua morte em 1469.